# Eladio Mozas Santamera
Eladio Mozas Santamera (Miedes de Atienza, Guadalajara, 18 de febrero de 1837-Plasencia, Cáceres, 18 de marzo de 1897) fue el fundador de Las Hermanas Josefinas de la Santísima Trinidad.

## Biografía
Sus padres eran José Mozas Martínez (1796-1837) y Mónica Santamera Serrano (1795-1857). A los tres meses de su nacimiento murió su padre. Fueron a vivir con un tío sacerdote, Don José Santamera en Aguilar de Anguita, hasta la muerte de éste. Su madre volvió a contraer matrimonio con el también viudo Sebastián del Molino, el 8 de julio de 1845. En 1857 falleció su madre de cáncer.

### Vida sacerdotal
Eladio Mozas Santamera se ordenó sacerdote en 1865, perteneciendo a la diócesis de Plasencia. Ejerció de párroco, profesor del Seminario, canónigo penitenciario y director espiritual de las Religiosas Agustinas Recoletas de Serradilla, "a quienes dirige 549 cartas de alto contenido teológico y místico y de gran belleza literaria".
Acogió en su corazón los retos y necesidades de la humanidad de su tiempo.
Con la convicción de actuar “mediador entre Dios y los hombres" se dedicó Plena e intensamente a la predicación apostólica como Misionero rural. Recorrió con otros compañeros (D. Leandro Muñoz de la Peña y D. José Barbero) los pueblos y aldeas de la Diócesis de Plasencia, "haciendo en todas partes brotar llamaradas de fervor incontenible". Su enseñanza se basó en la ejemplaridad evangélica: “un buen ejemplo vale más que 100 sermones”, decía.
Siempre buscó la atención a los enfermos, prodigándose sin descanso, como un hermano, que comunicaba paz profunda y fuerza interior, recorriendo infatigable las calles y las casas, con tal de ganar almas para el cielo.
Tuvo predilección por el confesionario. Tenía una amplia capacidad de escucha: se cuenta que una vez estuvo oyendo a una persona varias horas; alguien le advirtió los inconvenientes de este proceder, a lo que él respondió: “Pues mira, amigo, en todo este tiempo no habré hablado yo ni cuatro palabras".
Llevó una intensa y mística vida de oración, que brotaba en él de forma continua, con el don de lágrimas; parece que alguna vez gozó del arrobamiento extático.

### Fundación de las Hermanas Josefinas de la Santísima Trinidad
"El olvido de Dios y el desprecio del hombre van juntos. A este binomio inseparable respondió Eladio con el compromiso de su vida. Descubrió a Dios a través de la historia humana de cada día". Movido por esta vocación de cubrir las necesidades de las personas más desfavorecidas fundó el Instituto de Hermanas Josefinas de la Santísma Trinidad en Plasencia, España, el 18 de febrero de 1886.
Bajo la dirección de Eladio Mozas, un grupo de mujeres dedicadas a las obras de caridad en la ciudad española de Plasencia, decidieron congregarse y formar un nuevo instituto de vida consagrada en la Iglesia católica, con el fin de continuar su labor caritativa de una manera más organizada. Las primeras catorce religiosas del grupo vistieron el hábito religioso, dando origen oficialmente a la Congregación de las Hermanas Josefinas de la Santísima Trinidad. Las religiosas de esta congregación son conocidas como Josefinas Trinitarias y posponen a sus nombres las siglas J.S.T
Eladio quería regenerar la sociedad para gloria de la Trinidad mediante la vivencia de las actitudes de la familia de Nazaret en la familia, la escuela y el taller. La congregación tiene, por ello, como finalidad la glorificación de la Santísima Trinidad, según el estilo de la Sagrada Familia. En ese sentido, las Josefinas trinitarias se dedican a la instrucción de la juventud, en las instituciones educativas de su propiedad o concertadas, bajo los fundamentos de los valores cristianos. Además, siendo fieles al carisma original, realizan algunas labores caritativas en favor de las personas más desfavorecidas, en residencias para la tercera edad y hospitales. Desde una espiritualidad, que ellas mismas llaman trinitario josefina, sirven a la Iglesia Católica en la evangelización de zonas rurales, en las catequesis parroquiales y el acompañamiento de jóvenes.
La Crónica de la Congregación Josefino-Trinitaria comenta que “D. Eladio era el Sacerdote a quien se encomendaban los cargos más difíciles y menos remunerados". “Siempre fue distinguida y admirada su paciencia, humildad, sencillez, dulzura y amabilidad; piedad sólida; caridad y condescendía con todos; era sabio y santo; finísimo, atento y liberal con los pobres y, en fin, era como criado por Dios para pacificador y consolador de las tres Iglesias”.

### Fallecimiento
Tras diez años largos de formación a las Hermanas Josefinas Trinitarias para transmitirles el Carisma, el 18 de marzo de 1897, a los 60 años de edad, murió en Plasencia (Cáceres)

## Venerable
El 28 de marzo de 2013, el Papa Francisco autorizó la promulgación del decreto en el que se declararon heroicas las virtudes de D. Eladio Mozas Santamera, fundador de las Hermanas Josefinas de la Santísima Trinidad.